# Ny Hammersholt
Ny Hammersholt (Lille Sverige) is een plaats in de Deense regio Hovedstaden, gemeente Hillerød, en telt 1427 inwoners (2007).